# Neri Sottoli Selle Italia KTM/Saison 2019
Diese Liste beschreibt die Mannschaft und die Erfolge des Radsportteams Neri Sottoli Selle Italia KTM in der Saison 2019.

## Erfolge in der UCI Africa Tour
In den Rennen der Saison 2019 der UCI Africa Tour gelangen die nachstehenden Erfolge.
| Datum      | Rennen                 | Kat. | Sieger          |
| ---------- | ---------------------- | ---- | --------------- |
| 13. August | 1. Etappe Tour of Utah | 2.HC | Umberto Marengo |

## Erfolge in der UCI Asia Tour
In den Rennen der Saison 2019 der UCI Asia Tour gelangen die nachstehenden Erfolge.
| Datum     | Rennen                     | Kat. | Sieger            |
| --------- | -------------------------- | ---- | ----------------- |
| 12. April | 7. Etappe Tour de Langkawi | 2.HC | Simone Bevilacqua |

## Erfolge in der UCI Europe Tour
In den Rennen der Saison 2019 der UCI Europe Tour gelangen die nachstehenden Erfolge.
| Datum         | Rennen                             | Kat. | Sieger            |
| ------------- | ---------------------------------- | ---- | ----------------- |
| 17. Februar   | Trofeo Laigueglia                  | 1.HC | Simone Velasco    |
| 29. März      | 3. Etappe Settimana Internazionale | 2.1  | Simone Velasco    |
| 22. Mai       | 2. Etappe Tour of Albania          | 2.2  | Moreno Marchetti  |
| 22. Juni      | 4. Etappe Slowenien-Rundfahrt      | 2.HC | Giovanni Visconti |
| 9. Juli       | 3. Etappe Österreich-Rundfahrt     | 2.1  | Giovanni Visconti |
| 18. September | Giro della Toscana                 | 1.1  | Giovanni Visconti |

## Mannschaft
| Teamkader 2019                     | Teamkader 2019    | Teamkader 2019 | Teamkader 2019                         |
| Name                               | Geburtsdatum      | Land           | Vorheriges Team                        |
| ---------------------------------- | ----------------- | -------------- | -------------------------------------- |
| Liam Bertazzo                      | 17. Februar 1992  | Italien        | MG Kvis-Wilier (2014)                  |
| Simone Bevilacqua                  | 22. Februar 1997  | Italien        | Zalf Euromobil Désirée Fior (2017)     |
| Francesco Manuel Bongiorno         | 1. September 1990 | Italien        | Sangemini-MG.Kvis-Vega (2018)          |
| Giuseppe Fonzi                     | 2. August 1991    | Italien        | Vini Fantini Nippo (2014)              |
| Lorenzo Fortunato                  | 9. Mai 1996       | Italien        | Hopplà-Petroli Firenze (2018)          |
| Davide Gabburo                     | 1. April 1993     | Italien        | Amore & Vita-Prodir (2018)             |
| Moreno Marchetti (1. Jan.–1. Aug.) | 27. April 1998    | Italien        |                                        |
| Umberto Marengo                    | 21. Juli 1992     | Italien        | GSC Viris Vigevano Lomellina (2018)    |
| Luca Pacioni                       | 13. August 1993   | Italien        | Androni-Sidermec-Bottecchia (2017)     |
| Dayer Quintana                     | 10. August 1992   | Kolumbien      | Movistar Team (2018)                   |
| Luca Raggio                        | 26. März 1995     | Italien        | Viris Maserati-Sisal Matchpoint (2017) |
| Massimo Rosa                       | 9. Dezember 1995  | Italien        |                                        |
| Sebastian Schönberger              | 14. Mai 1994      | Österreich     | Hrinkow Advarics Cycleang (2018)       |
| Etienne van Empel                  | 14. April 1994    | Niederlande    | Roompot-Nederlandse Loterij (2018)     |
| Simone Velasco                     | 2. Dezember 1995  | Italien        | Bardiani CSF (2017)                    |
| Giovanni Visconti                  | 13. Januar 1983   | Italien        | Bahrain-Merida (2018)                  |
| Edoardo Zardini                    | 2. November 1989  | Italien        | Bardiani CSF (2017)                    |
|                                    |                   |                |                                        |
| Quelle: ProCyclingStats            |                   |                |                                        |